# Cleocnemis spinosa
Cleocnemis spinosa är en spindelart som beskrevs av Cândido Firmino de Mello-Leitão 1947. Cleocnemis spinosa ingår i släktet Cleocnemis och familjen snabblöparspindlar. Inga underarter finns listade i Catalogue of Life.